# Anita Steube
Anita Steube (* 20. Juni 1939 in Steinbach-Hallenberg; † 23. November 2021) war eine deutsche Sprachwissenschaftlerin, die an der Universität Leipzig wirkte.

## Leben und Wirken
Anita Steube studierte von 1957 bis 1962 an der Karl-Marx-Universität Leipzig Anglistik und Romanistik und wurde 1966 mit einer Arbeit über Abstufungen der Grammatikalität promoviert. Ihre Habilitation über temporale Bedeutung im Deutschen erfolgte 1978. Von 1984 bis 2004 war sie Professorin für Allgemeine Sprachwissenschaft an der Universität Leipzig (bis 1991 Karl-Marx-Universität).
Anita Steubes Forschungsschwerpunkte lagen vorwiegend auf dem Gebiet der Grammatik des Deutschen, insbesondere der Syntax. Ihr besonderes Interesse galt der Informationsstruktur.
Anita Steube war maßgeblich daran beteiligt, die Sprachwissenschaft an der Universität Leipzig nach dem Umbruch von 1990 zu organisieren. Sie arbeitete mit zwei Leipziger Max-Planck-Instituten zusammen (vor allem mit Angela Friederici, aber auch mit Bernard Comrie) und war von 1997 bis 2007 maßgeblich an zwei Forschungsverbünden beteiligt.

## Funktionen und Mitgliedschaften
- 1997–2006: Maßgebliche Beteiligung am DFG-Graduiertenkolleg „Universalität und Diversität“
- 1999–2007: Leiterin der DFG-Forschergruppe „Sprachtheoretische Grundlagen der Kognitionswissenschaft“
- Mitglied der Sächsischen Akademie der Wissenschaften (von 1991 bis 2021)
- Herausgeberin der Zeitschrift „STUF – Sprachtypologie und Universalienforschung“ (von 1990 bis 1995, gemeinsam mit Ronald Lötzsch, Martin Haspelmath, Ulrike Claudi und Franz Dotter)

## Publikationen (Auswahl)
- Information structure: Theoretical and empirical Aspects. Berlin, New York: De Gruyter. 2004.
- Bridge contours in German assertive main clauses. In: W. Abraham, I. Molnárfi (eds): Optionality in Syntactic Discourse Structure – Aspects of Word Variation in (West-) Germanic and other Indo-European Languages. Folia Linguistica 37(1/2).  215–249. 2003.
- Correction by contrastive focus. Theoretical Linguistics 27(2/3). 215–249. 2003.
- Ein kognitionswissenschaftlich basiertes Modell für Informationsstrukturierung. In: Ch. Römer, J. Bayer (Hrsg.): Von der Philologie zur Grammatiktheorie: P. Suchsland zum 65. Geburtstag. Tübingen: Niemeyer. 2000. 213–238